# Paul Bonga Bonga
Paul Bonga Bonga, né le 25 avril 1933 à Alberta au Congo belge, était un footballeur congolais.

## Biographie
Il réalise l'essentiel de sa carrière en tant que milieu de terrain dans les années 1950 et 1960 au Standard de Liège en Belgique, club avec lequel il dispute plus de 100 matchs entre 1957 et 1963.
Il est connu pour être le tout premier joueur de football africain à se voit désigné dans le onze mondial du magazine World Soccer[réf. nécessaire], lors de l'année 1962 (avec Puskás, Pelé, Gento, Kubala ou encore Germano).
Après avoir raccroché les crampons, il devient sélectionneur de l'équipe de RD Congo.